# Гульдин, Лев Исаевич
Лев Исаевич Гульдин (род. 15 ноября 1916, Петроград — 30 августа 2003, Кармиэль) — советский шахматист; мастер спорта СССР (1939). Инженер-связист. В шестидесятые годы работал главным инженером ДРТС Минсвязи Азербайджана.  
Чемпион Азербайджанской ССР (1956); участник зонального турнира в Ереване (1956) — 4-е место.